# Bert Bolle Barometer

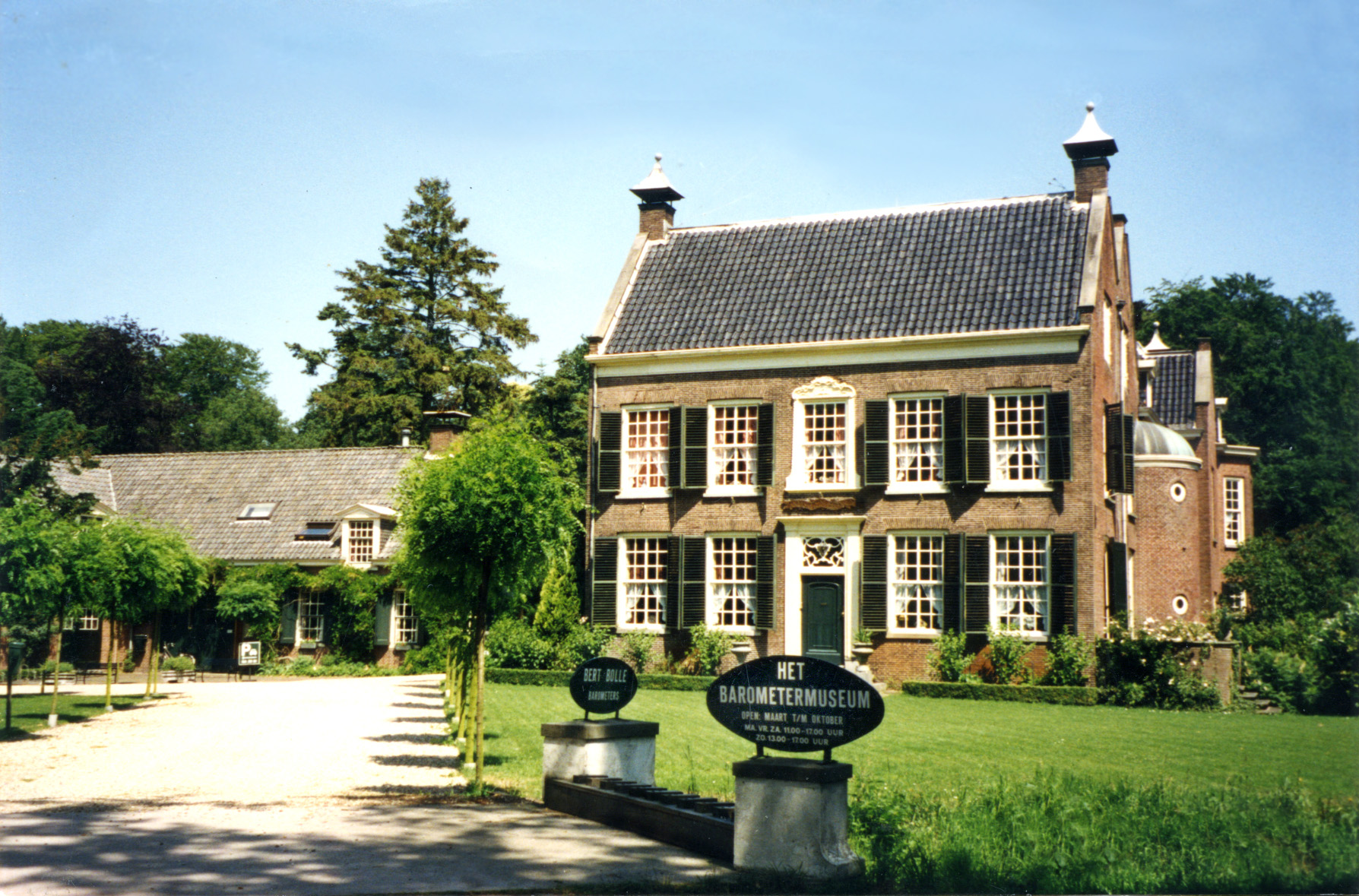
‘Rustenhoven’ in Maartensdijk, voormalig Barometermuseum, circa 1995

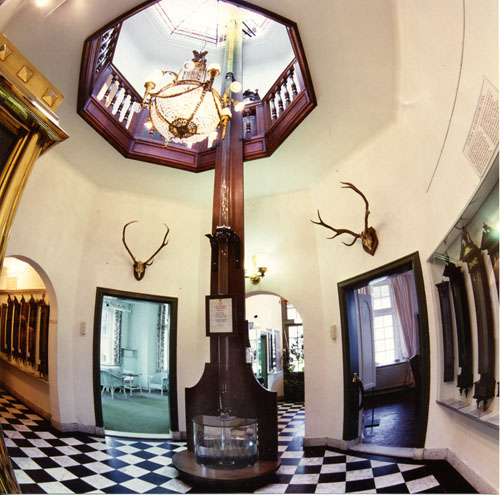
De waterbarometer in de centrale hal van ‘Rustenhoven’ in Maartensdijk, voormalig Barometermuseum, 1995

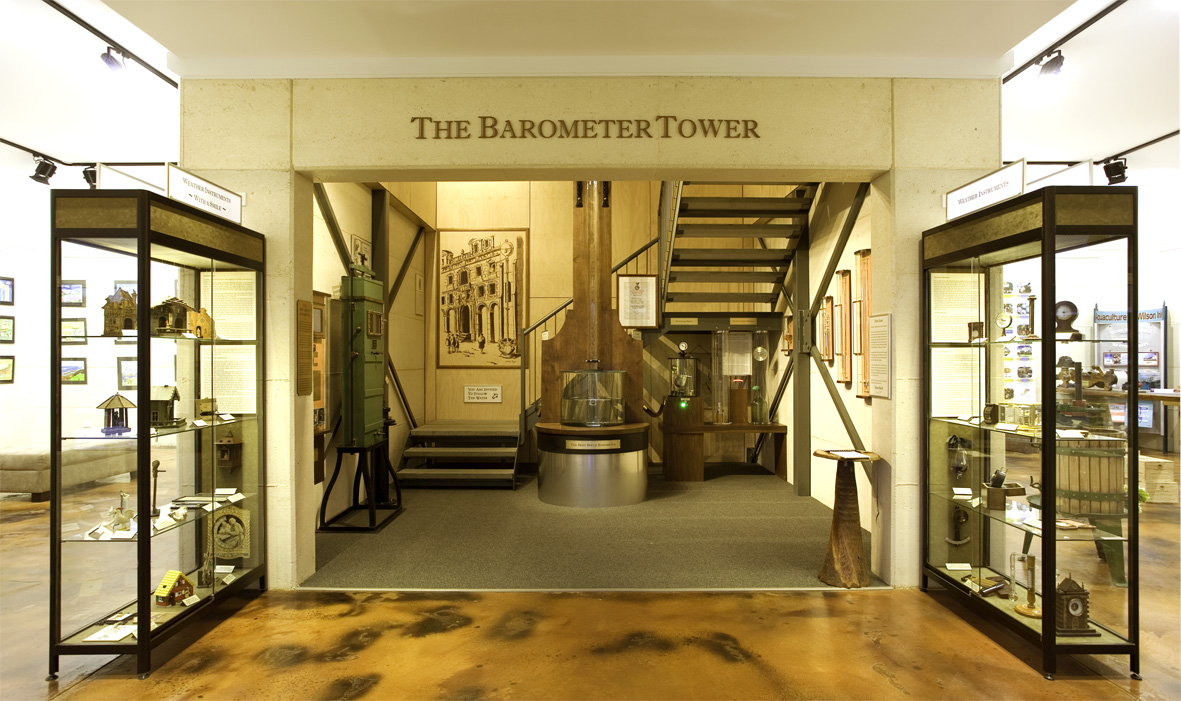
Entree van de voormalige Barometer Tower in het Denmark Visitor Centre, West-Australië, 2007

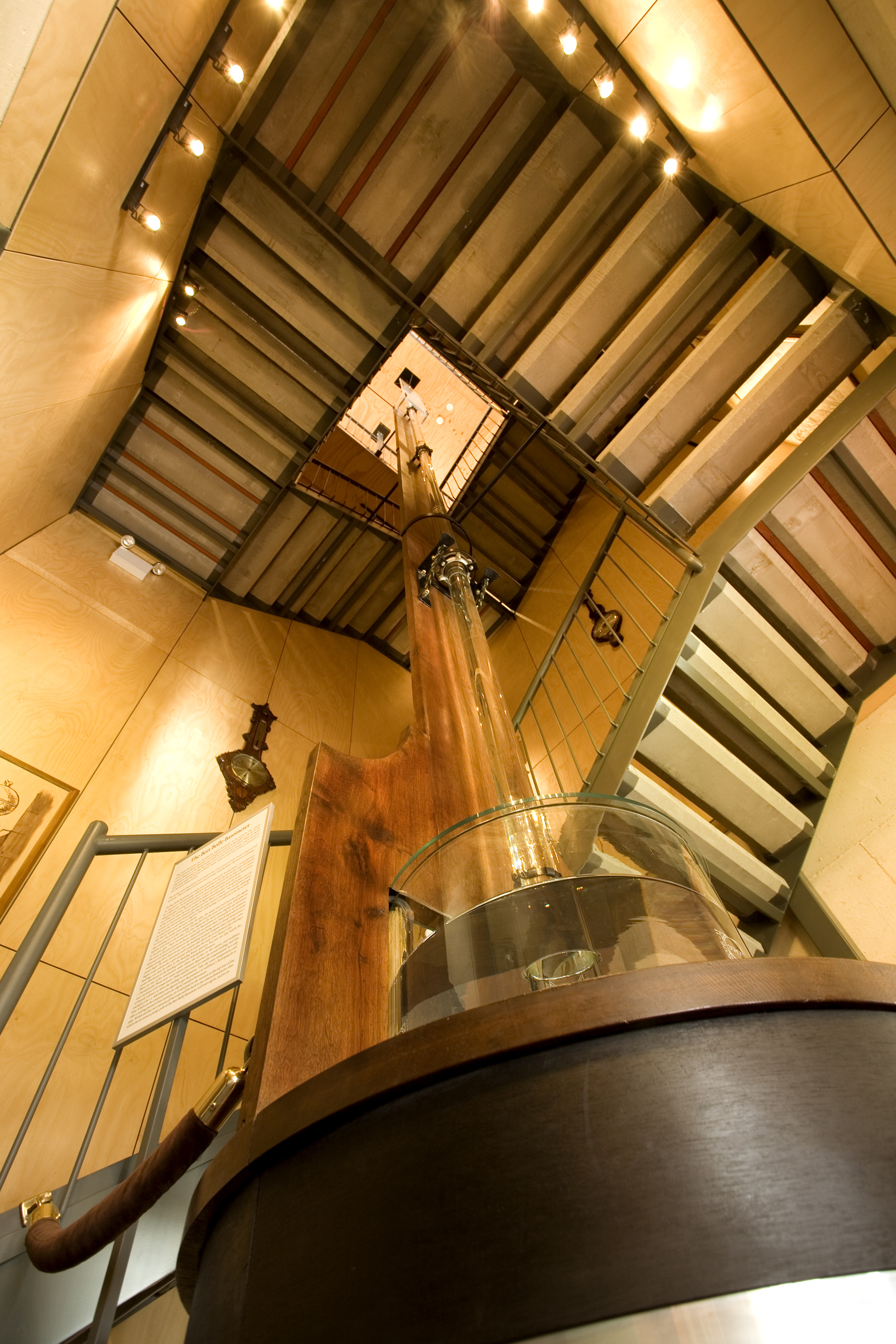
De Bert Bolle Barometer in de voormalige Barometer Tower van het Denmark Visitor Centre, 2007

De Bert Bolle Barometer is een waterbarometer, met een hoogte van ruim 12,5 meter de grootste barometer ter wereld en als zodanig erkend door het Internationale Guinness Book of Records. Het instrument werd in 1985 in Nederland vervaardigd en bevond zich sinds 2007 in het Visitor Centre in de gemeente Denmark in West-Australië, waar het in februari 2011 werd weggehaald na te zijn teruggegeven aan de maker.

## Museum
De Nederlandse schrijver en barometerspecialist Bert Bolle ontwierp en bouwde de waterbarometer in 1985 als aanzet voor het Barometermuseum dat hij tot 1999 beheerde in de achttiende-eeuwse buitenplaats Rustenhoven in Maartensdijk (U). Minister Smit-Kroes van Verkeer en Waterstaat opende het Barometermuseum op 20 mei 1987 door de waterbarometer symbolisch in werking te stellen.

## Uitvoering en werking
De barometerpijp bestaat uit borosilicaatglas van 90 mm diameter, opgebouwd in vier secties. Deze pijpen werden gemonteerd tegen een massieve eiken plank van negen meter hoogte en een meter breed aan de basis. Voor de bovenste drie meter diende een 25 mm dikke transparante plaat van polymethylmethacrylaat als achtergrond. Het reservoir van 60 cm diameter, eveneens van borosiliccatglas bevatte 150 liter water, voldoende om de barometer te laten werken.
De waterbarometer in werking wordt aangedreven door een timerrelais-gestuurde membraanvacuümpomp die via een slang met de bovenkant van de circa 12 meter lange glazen barometerbuis is verbonden. Elke tien minuten zuigt de vacuümpomp alle lucht uit de pijp, waardoor in totaal 55 liter water ongeveer tien meter omhoog klimt. 
In het museum konden de bezoekers het waterniveau aflezen op een schaalplaat die de luchtdruk aangeeft in millibar en centimeters waterkolom. Na vijf minuten werd de pijp belucht, zodat het water daalde en weer helemaal terug liep in het reservoir. Dan waren de tien minuten om en begon de cyclus opnieuw. De hele dag door konden de bezoekers op deze manier een ‘levende’ barometer aanschouwen.
De waterbarometer trok belangstelling vanuit wetenschappelijke hoek, was de publiekstrekker van het museum en verscheen dikwijls op de Nederlandse tv, met name in weerprogramma’s. In 1998 werd het Barometermuseum gesloten en in 1999 emigreerde de eigenaar naar Australië, met medeneming van de waterbarometer.

## Australië
De bouwer schonk het instrument aan de dorpsgemeenschap van zijn nieuwe woonplaats Denmark in West-Australië. Een van de voorwaarden was dat de waterbarometer voor iedereen gratis toegankelijk moest zijn. Omdat er geen gebouw in het dorp hoog genoeg was om het instrument te herbergen werd in het ontwerp van een nieuw plaatselijk bezoekerscentrum een toren opgenomen waarin de barometer geplaatst kon worden.
De gemeente Denmark verleende de waterbarometer de status van monument en gaf het instrument de naam The Bert Bolle Barometer. In 2007 kwam het Denmark Visitor Centre gereed. Het werd op 10 augustus 2007 geopend door de minister voor Toerisme Sheila McHale die de barometer symbolisch in werking stelde.

### Locatie
De barometer stond in zijn nieuwe behuizing opgesteld op een roestvrijstalen sokkel. De pompcyclus was korter dan die in Nederland. In plaats van tien minuten duurde een cyclus nu zes minuten. De aansturing was gemoderniseerd en verfijnd en werd door een PLC geregeld.
De bezoekers konden de barometer aflezen in de torenkamer waar iedere zes minuten het water zijn hoogste punt bereikte en vervolgens een minuut lang ‘koud kookte’. Door het bijna-vacuüm wat door continu pompen boven in de pijp in stand werd gehouden, verdampte het water dermate snel dat er massaal dampbellen omhoog bleven borrelen, terwijl de temperatuur van het water slechts rond de 20 graden schommelde. Zodra het pompen stopte, hield het koken meteen op en ontsnapten er alleen nog enkele luchtbellen. De bezoeker had dan twee minuten de tijd om de lengte van de waterkolom af te lezen, de luchtdruk te berekenen en te vergelijken met de digitale standaardbarometer. Daarna werd de glazen pijp stapsgewijs belucht en daalde al het water terug in het reservoir. De zes minutencyclus was dan voorbij en begon opnieuw.
Aan de torenwanden hingen antieke kwikbarometers en muurschilderingen van de eerste experimenten met barometers in de zeventiende eeuw. Er waren vitrines met antieke meteorologische instrumenten, natuurkundeproeven over luchtdruk en vacuüm en er was een wand gewijd aan de Italiaanse geleerden Galilei en Torricelli, de pioniers van de barometer uit de zeventiende eeuw. De permanente tentoonstelling had een museale opzet. De bezoekers kregen verder ook enkele luchtdrukproeven te zien.

### Record
Australië staat bekend om zijn veelheid aan extreem grote voorwerpen die worden opgesteld om toeristen te trekken. Al reizende over het continent komt men de meest bizarre en buitenissige creaties tegen, zoals de ‘Big Banana’, de ‘Giant Ram’ en de ‘Big Crocodile’, stuk voor stuk onnatuurlijk supergroot, slechts aanwezig omwille van het toerisme. Het bijzondere van de wereldrecord waterbarometer in Denmark was dat hij niet groot was omwille van het per se groot moeten zijn, maar omdat een waterbarometer door zijn natuurkundige eigenschappen van zichzelf al groot is. Als men de waterbarometer korter zou maken, zou hij niet meer werken. Het ruim 12,5 meter hoge instrument was daarbij een nauwkeurig werkende luchtdrukmeter die de hele dag in beweging was.

### Erkenning
In 2008 verscheen het blad Australian Traveller met zijn traditionele lijst van honderd typisch Australische topattracties met daarin de Bert Bolle Barometer. Het thema luidde: ‘100 Things You Can Only Do In Australia’. In juli 2008 verwelkomde het Denmark Visitor Centre en de Barometer Tower de 100.000ste bezoeker.

### Jubileum
In december 2010 was de waterbarometer 25 jaar oud. Dat werd gevierd met de uitgave het  boekwerkje Weird and Wonderful Weather Predictors dat in een speciale oplage was gedrukt en aan de bezoekers werd weggegeven.

### In opslag
In november 2010 besloot de Nederlandse schenker de waterbarometer terug te vragen aan de gemeente Denmark vanwege de wijze waarop er in de jaren ervoor met de schenking was omgegaan. De gemeenteraad besloot unaniem de barometer aan zijn maker terug te geven.
In februari 2011 werden de waterbarometer plus alle in bruikleen gegeven barometers en andere voorwerpen opgeslagen.

## Kopie
Het Otto von Guericke Museum in de Duitse stad Maagdenburg vroeg Bolle in 1995 zijn medewerking en advies om de waterbarometer na te bouwen, zij het in een moderne opzet met dunnere polycarbonaat pijpen en een klein reservoir. Deze barometer werd door het museum in het trappenhuis opgesteld en ‘Das Bert Bolle Barometer’ gedoopt.

## Onderhoudsgevoelig
Het vereiste veel aandacht en de nodige ervaring om de waterbarometer het hele jaar door van ’s ochtends tot ’s avonds probleemloos te laten functioneren. Zo kreeg de vacuuümpomp de hele dag aanzienlijke hoeveelheden waterdamp te verwerken, hetgeen een constant risico voor condensvorming inhield voor de kwetsbare pomp. Het niveau van het water in het barometerreservoir moest vrijwel iedere dag bijgehouden worden en in een land met een overdaad aan zon als Australië was algvorming snel een probleem. Het vacuümsysteem bevatte elf magneetkleppen en de aansturingskast tientallen relais, allemaal bewegende onderdelen die evenals de pomp onderhevig waren aan slijtage. Van tijd tot tijd moest de hele barometer worden geleegd, gereinigd en van vers water voorzien. Leidingwater was niet geschikt vanwege de mineralen. Daarom was er een speciale regenwatertank gemonteerd.